# 紫珠叶泡花
紫珠叶泡花（学名：Meliosma callicarpaefolia）为清风藤科泡花树属下的一个种。

## 扩展阅读
- 維基物種上的相關：紫珠叶泡花